# Tűzijáték-szvit

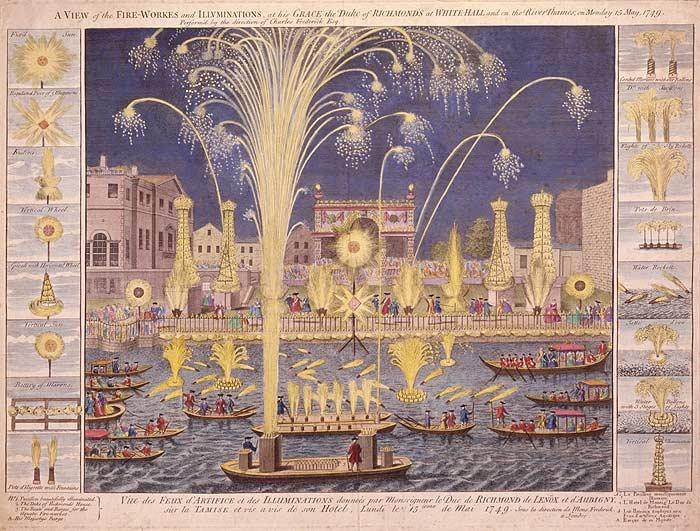
Az 1749-es tűzijáték

A Tűzijáték-szvit (HWV 351) Georg Friedrich Händel 1749-ben írt nagyszabású, szabadtéri előadásra szánt zenekari szvitje.

## Keletkezés
„The Music for the Royal Fireworks”, azaz „A királyi tűzijátékhoz írt zene” – ezzel a címmel publikálta művét a szerző, Georg Friedrich Händel, II. György angol király páratlanul népszerű udvari zeneszerzője. A tűzijáték persze még egy király számára is költséges mulatság volt, amit csak egészen kivételes alkalommal lehetett látni. Ilyen alkalom volt az osztrák örökösödési háborúnak véget vető, 1748-as aacheni békekötés. Az 1740 óta tartó háborúba, melyet Mária Terézia ellen folytatott több európai fejedelem, Nagy Frigyes porosz, illetve XV. Lajos francia király vezetésével, I. György csak később kapcsolódott be az Osztrák Császárság oldalán. Így a békekötés az angolok számára, bár kevés kézzelfogható előnnyel járt, annál nagyobb dicsőséget jelentett, amit különleges pompával kellett megünnepelni. Az ünnepség színhelye a londoni Green Park volt, ahol a tűzijáték petárdái egy erre a célra emelt pompás építményből röppentek fel, a Palladio stílusában megtervezett épület előtti színpadon pedig igen nagy méretű zenekar számára volt hely. Az óriási érdeklődésre való tekintettel nyilvános főpróbát is tartottak egy másik londoni parkban, tűzijáték nélkül. Händel zenéjére a korabeli becslések szerint mintegy 12 000 ember volt kíváncsi, s a koncertre igyekvő tömeg három órán át forgalmi dugót okozott a London-hídon. Magára az előadásra 1749. április 27-én este került sor.

## A zene
Az ünnepséghez mérten Händel nagyméretű fúvós zenekarra komponálta e művet - minden bizonnyal a király hatására, aki ragaszkodott ahhoz, hogy csak katonai hangszerek szóljanak a koncerten. Az eredeti partitúrában 24 oboa, 12 fagott (és kontrafagott), 9 trombita, 9 kürt és 3 pár üstdob van feltüntetve. Később a szerző vonósokkal egészítette ki a szólamokat, és mind a mai napig ezt a verziót adják elő. 
A mű a barokk szvit műfajának egyik legismertebb alkotása. Fényes, pompázatos hangzása, és sodró lendülete ragyogó példája az idősödő Händel zeneszerzői erejének, ami mit sem fakult a korábbi évtizedek során. A nagyszabású, francia típusú nyitány után táncok és két hangulat-tétel (La Paix - a béke, La Réjouissance - örvendezés) következik.

## Tételek
1. Ouverture: Adagio, Allegro, Lentement, Allegro
2. Bourrée
3. La Paix: Largo alla siciliana
4. La Réjouissance: Allegro
5. Menüett I
6. Menüett II

## Külső hivatkozások
- [halott link] - Péteri Judit írása